# Kafr Nabl
Kabir Nabl (tiếng Ả Rập: كفرنبل, hoặc Kafranbel hoặc Kabir Nabil) là một thị trấn thuộc Tỉnh Idlib và Huyện Ma ' al-Nu ở tây bắc Syria. Nó nằm ở độ cao 735 mét (2.411 ft) trên mực nước biển. Theo điều tra dân số năm 2004 của Cục thống kê Syria, Kabir Nabl có dân số vào khoảng 15,455 người. Vào đầu những năm 1960, dân số của thị trấn chỉ khoảng 1.200 người. Kabir Nabl có cư dân chủ yếu là người Hồi giáo.
Kabir Nabl là nằm trên một thành phố cổ của đế quốc Đông La Mã và được bao quanh bởi những thành phố cổ quan trọng khác như như Serjilla, Shanshrah, al-Bara.
Trước khi diễn ra nội chiến Syria, Kabir Nabl là nơi cung cấp quả sung và quả ô liu chủ yếu của Syria. Khoảng 3,700 ha, hoặc hơn 778,000 cây sung và ô liu đã được trồng xung quanh thị trấn. Khoảng 60% dân số tham gia sản xuất và chế biến những trái cây này. Nông dân ở Kabir Nabl đã thường dành khoảng 80% thời gian của họ để sản xuất của quả sung và 20% dể sản xuất quả ô liu.
Kể từ khi cuộc nội chiến xảy ra, thị trấn đã trở nên nổi tiếng bởi việc quay video tuyên truyền về chiến tranh. Nó thuộc về một khu vực kiểm soát bởi nhóm Hồi giáo Sunni.
Máy bay của Không Quân nga, thuộc căn cứ Latakia, đã tấn công thành phố vào mùa thu năm 2015.